# Gestreifter Laternenhai
Der Gestreifte Laternenhai (Etmopterus bullisi) ist eine Art der Gattung Etmopterus innerhalb der Laternenhaie (Etmopterinae; auch als Familie Etmopteridae eingestuft). Etmopterus bullisi erreicht eine durchschnittliche Körperlänge von etwa 26 Zentimeter. Das Verbreitungsgebiet dieser Art umfasst Teile der Karibik, der Küstengebiete Floridas und Südamerikas.

## Aussehen und Merkmale
Etmopterus bullisi ist ein kleiner Hai mit einer bekannten Körperlänge von etwa 26 Zentimeter. Er hat einen für die Laternenhaie typischen langgestreckten Körper mit einem langen und zugleich breiten und oberseits abgeflachten Kopf. Die Körperfarbe ist dunkel rußgrau mit einer schwarzen Unterseite. Er besitzt eine Zeichnung aus hellen Streifen, dass sich von den Augen bis zur ersten Rückenflosse zieht (wodurch er den englischen Trivialnamen „Lined Lanternshark“ erhielt). Außerdem befinden sich schwarze Zeichnungen im Bereich der Flossen. Auf dem Kopf, dem Rücken und den Körperseiten befinden sich auffällige Zahnschuppen-Reihen, die bis zur Basis der Schwanzflosse reichen. Außerdem besitzt er die für die Laternenhaie typischen Leuchtorgane an der Bauchseite.
Er besitzt keine Afterflosse und zwei Rückenflossen mit den ordnungstypischen Stacheln vor den Rückenflossen. Die erste Rückenflosse beginnt hinter den Brustflossen über deren hinterem Rand und ist kleiner als die zweite. Der Abstand zwischen den Rückenflossen ist vergleichsweise kurz. Der Schwanz ist lang. Wie alle Arten der Familie besitzen die Tiere fünf Kiemenspalten, die bei dieser Art sehr kurz sind, und haben ein Spritzloch hinter dem Auge.

## Verbreitung

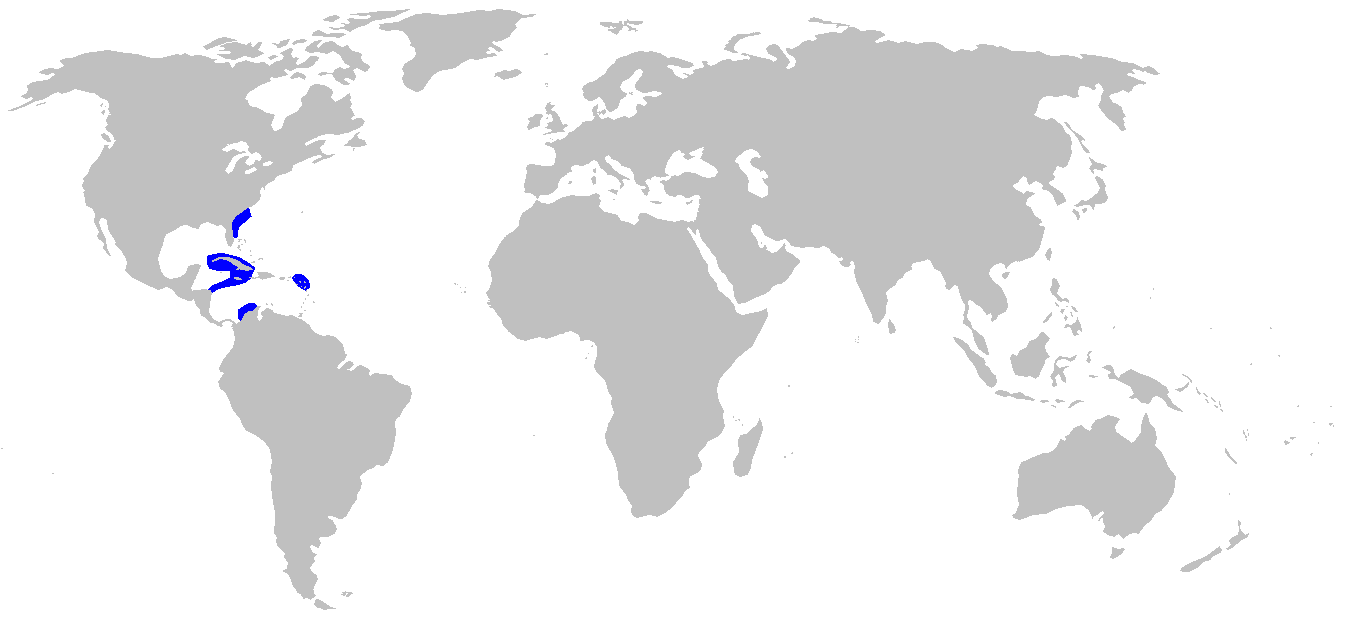
Verbreitungsgebiet von Etmopterus bullisi

Das Verbreitungsgebiet dieser Art umfasst Teile der Karibik, der Küstengebiete Floridas und Südamerikas. Hier ist er aus Tiefen von 275 bis 824 Metern bekannt, wobei er meist unter 350 Metern lebt.

## Lebensweise
Etmopterus bullisi lebt im Bereich des Kontinentalschelfs auf dem Meeresboden oder in Bodennähe. Wie andere Haie ernährt er sich räuberisch, wahrscheinlich von kleineren Fischen und wirbellosen Tieren. Über seine Lebensweise liegen nur wenig Daten vor.
Er ist wie andere Arten der Ordnung lebendgebärend (ovovivipar).

## Gefährdung
Etmopterus bullisi wurde in der Roten Liste der IUCN ab 2006 aufgrund fehlender Daten zu seiner Lebensweise und den Beständen nicht in einer Gefährdungskategorie gelistet („data deficient“). In einer Neubewertung wurde die Art 2019 als nicht gefährdet („least concern“) eingestuft. Sie hat als Speisefisch keine Bedeutung und wird entsprechend nicht gezielt befischt.

## Belege
1. 1 2  Etmopteridae.: Lantern sharks. In: Compagno et al. 2004
2. ↑  Etmopterus bullisi in der Roten Liste gefährdeter Arten der IUCN 2024.1. Eingestellt von: Kyne, P.M. & Herman, K., 2019. Abgerufen am 14. Oktober 2024.